# 81 Ceti
81 Ceti, som är stjärnans Flamsteed-beteckning, är en ensam stjärna belägen i den norra delen av stjärnbilden Valfisken och har minst en planet.   Den har en skenbar magnitud på 5,65 och är svagt synlig för blotta ögat där ljusföroreningar ej förekommer. Baserat på parallaxmätning inom Hipparcosuppdraget på ca 9,8 mas, beräknas den befinna sig på ett avstånd på ca 331 ljusår (ca 102 parsek) från solen. Den rör sig bort från solen med en heliocentrisk radialhastighet på ca 9 km/s.

## Egenskaper
81 Ceti är en orange till gul jättestjärna av spektralklass K0 III, som anger att den har förbrukat förrådet av väte i dess kärna och ingår i röda klumpen, vilket anger att den ligger på den horisontella jättegrenen och genererar energi genom fusion av helium. 
Den har en massa som är ca 1,6 solmassor, en radie som är ca 11 solradier och utsänder från dess fotosfär ca 60 gånger mera energi än solen vid en effektiv temperatur av ca 4 800 K.

### Planetsystem
I juli 2008 tillkännagavs en planet som kretsar kring 81 Ceti, upptäckt av Sato et. al. Detta objekt, kallat 81 Ceti b, har 5,3 gånger Jupiters massa och kretsar runt värdstjärnan med en period av 953 dygn och en excentricitet av 0,206.